# Oksana Omel'jančik
( Oksana Omel'jančik , in un'intervista del 2005)
Oksana Aleksandrovna Omel'jančik (in russo Оксана Александровна Омельянчик?; Ulan-Udė, 2 gennaio 1970) è un'ex ginnasta sovietica, in attività negli ottanta ed inclusa dalla rivista Inside Gymnastics nella Top-Ten mondiale di tutti i tempi.
I suoi maggiori successi sono le tre medaglie d'oro (individuale, corpo libero e a squadre) ai mondiali di Montréal del 1985 e le medaglie d'oro alla trave negli Europei di Helsinki del 1985 e nella Coppa del mondo di Pechino del 1986.
Celebri erano le sue particolari evoluzioni al corpo libero, in cui spiccavano le numerose acrobazie che presentavano anche delle caratteristiche innovative: in particolare, è stata la prima ginnasta ad adottare le linee acrobatiche back-to-back, che hanno caratterizzato le performance della ginnasta statunitense Dominique Dawes.

## Biografia

### Infanzia
Oksana Aleksandrovna Omel'jančik è nata a Ulan-Udė, in Buriazia ( Siberia meridionale, Russia) il 2 gennaio 1970 (secondo alcune fonti) o il 31 dicembre 1969 (secondo altre fonti) (la data è incerta), prima di tre figli di una coppia di ucraini, Aleksandr e Ljubov' Omel'jančik.
Essendo il padre un militare, è costretta a spostarsi e all'età di 2 anni si trasferisce con la famiglia a Kiev, in Ucraina.
Da piccola, pratica il pattinaggio, ma si appassiona ben presto alla ginnastica artistica vedendo in televisione i Giochi olimpici di Montréal del 1976. Ed è la sua stessa coreografa a spingerla a cambiare sport.
Inizia quindi a praticare la ginnastica all'età di 7 anni, allenandosi presso la società Spartak Kiev, dapprima sotto la guida di Valentina Pančenko e Valerij Tupitsij, e in seguito sotto la guida di Leonid Eidelman e della moglie Galina Perskaja.
Quando Oksana Omel'jančik ha dieci anni, il padre si risposa e lei - pur vivendo nella stessa città - non lo avrebbe mai più rivisto.

### Carriera

#### I primi anni ottanta
Nel 1982 viene selezionata per la nazionale giovanile sovietica, con la quale ottiene il suo primo successo internazionale, la medaglia d'oro al corpo libero nei campionati europei giovanili.
L'anno seguente, ottiene la medaglia d'argento nel concorso individuale alle Spartakiadi ucraine.

#### Il 1985: l'anno dei tre ori mondiali
Il suo anno di maggiori successi è il 1985.
In quell'anno conquista tre medaglie ai campionati sovietici (oro nel concorso individuale ed argento al corpo libero e alla trave) e quattro medaglie ai Campionati europei (oro alla trave, argento al corpo libero e bronzo nel concorso individuale e alle parallele asimmetriche).
Diventa però soprattutto la vera e propria star dei Mondiali di Montréal, dove incanta gli spettatori e le giuria in particolare con la sua performance al corpo libero, esercizio premiato dalle giurie con il "10".
Oltre alla medaglia d'oro al corpo libero, ottiene anche quella nel concorso individuale (a pari merito con Elena Šušunova) e quella nel concorso a squadre.

Curioso il fatto che nel concorso individuale non avrebbe dovuto nemmeno partecipare, avendo mancato - insieme alla stessa Šušunova - la qualificazione, ma venne in seguito chiamata con la Šušunova a sostituire Irina Baraksonova ed Ol'ga Mostepanova.
Sempre nel 1985 vince l'oro nel concorso individuale nel Grand Prix che si disputa a Roma.

#### Il biennio 1986-1987
Nel 1986, la Omel'jančik conquista tre medaglie ai Goodwill Games: vince infatti l'oro nel concorso a squadre, l'argento nel corpo libero e il bronzo nel concorso individuale.
Nello stesso anno, conquista cinque medaglie nella World Cup, segnatamente l'oro alla trave, l'argento al volteggio e alle parallele asimmetriche e il bronzo al corpo libero e nel concorso individuale.
Nel 1987, ottiene due terzi posti nella coppa sovietica (una nel concorso individuale e una al corpo libero) e un terzo posto al corpo libero nel campionato sovietico.
Ai mondiali di Rotterdam dello stesso anno, si deve accontentare di una medaglia d'argento nel concorso a squadre, mentre giunge "solamente" quinta nel concorso individuale.

#### La fine degli anni ottanta: la mancata partecipazione ai Giochi olimpici di Seul e il ritiro
Nel 1988,  la Omel'jančik conosce un periodo di appannamento: ottiene un argento e un bronzo ai campionati sovietici, ma non riesce a qualificarsi per i Giochi di Seul, fallendo così l'unica occasione in carriera di poter partecipare ad un'olimpiade. Giunge in Corea del Sud solamente come riserva.
Si ritira ufficialmente dalle competizioni nel dicembre del 1989, dopo la mancata convocazione ad un camp.

#### Dopo il ritiro
Dopo il ritiro, si trasferisce in Belgio e negli Stati Uniti, dove è allenatrice e giudice di gara.
Il 21 dicembre 2001, viene nominata dalla Federazione ucraina di ginnastica artistica vicepresidente del comitato tecnico femminile.

### Vita privata

#### Il dramma del fratello Dmitrij
Per anni, la Omel'jančik si è occupata della salute del fratello minore Dmitrij, che perse la vista ad entrambi gli occhi in seguito all'incidente alla centrale nucleare di Černobyl' del 1986, iniziando sin da allora a raccogliere fondi per la sua guarigione.
Un considerevole e decisivo aiuto è arrivato nel 1992 grazie ai fans giapponesi della ginnasta, aiuto che ha permesso a Dmitrij Omel'jančik di sottoporsi ad un intervento chirurgico proprio in Giappone e di recuperare almeno in parte la vista all'occhio sinistro.

#### Matrimoni
Durante la permanenza negli Stati Uniti alla fine degli anni ottanta-inizio degli anni novanta, è stata sposata per un breve periodo con il proprietario di un fitness center Boz Mofid (che nel 1992 avrebbe sposato la ginnasta romena Aurelia Dobre).
Si è poi sposata nel 1991 con Dmitrij Zjurkalov, già suo "fidanzatino" durante l'infanzia, dal quale ha avuto figli Anastasija (nata nel 1991 e che ha lavorato come attrice) ed Ivan.

## Palmarès
| Anno | Evento                      | Concorso individuale | Concorso a squadre | Volteggio | Parallele asimmetriche | Trave   | Corpo libero |
| ---- | --------------------------- | -------------------- | ------------------ | --------- | ---------------------- | ------- | ------------ |
| 1984 | Campionato sovietico        |                      |                    |           |                        |         | Bronzo       |
| 1985 | Campionati mondiali         | Oro                  | Oro                |           |                        |         | Oro          |
| 1985 | Campionati europei          | Bronzo               |                    |           | Bronzo                 | Oro     | Argento      |
| 1985 | Campionato sovietico        | Oro                  |                    |           |                        | Argento | Argento      |
| 1986 | World Cup                   | Bronzo               |                    | Argento   | Argento                | Oro     | Bronzo       |
| 1986 | Goodwill Games              | Bronzo               | Oro                |           |                        |         | Argento      |
| 1986 | Campionato sovietico        |                      |                    |           | Argento                |         |              |
| 1987 | Campionati mondiali         |                      | Argento            |           |                        |         |              |
| 1987 | Coppa dell'Unione Sovietica | Bronzo               |                    |           |                        |         |              |
| 1987 | Campionato sovietico        |                      |                    |           |                        |         | Bronzo       |
| 1988 | Campionato sovietico        |                      |                    |           |                        | Bronzo  | Argento      |
| 1989 | Campionato sovietico        |                      |                    |           |                        |         | Argento      |

## Eredità sportiva
- L'ex-ginnasta russa Svetlana Chorkina (n. 1979) ha parlato di Oksana Omel'jančik, che seguiva da piccola in televisione, come di un suo modello di riferimento[16]